# Jacques Davidts
Jacques Davidts est un scénariste belge né à Liège.
Il travaille longtemps dans le domaine de la publicité avant de s'essayer à la scénarisation, notamment Polytechnique en 2009 qui lui vaut un Prix Génie.
Il a récemment été scénariste pour le film Ru (2023), une adaptation cinématographique du roman portant le même nom écrit par l'auteure Kim Thùy.

## Filmographie
Cinéaste :
- 2009 : Polytechnique
- 2008 : Les Parent (série TV)
- 2003- 2004 : Hommes en quarantaine (série TV) en collaboration